# 北92線
北92線 埔墘－漳和，是位於新北市的一條鄉道，北起新北市板橋區埔墘，南至新北市中和區漳和，全長2.821公里（已縮短至2.7公里）。

## 歷史
北92線的產生可追溯自日治時代，自1961年起便被編為鄉道，之後鮮少有改線、改道。台北縣政府興建新北環河快速道路時連帶徵收新店溪畔環河道路土地，北92線部份路段受影響而拆除，部份非正式的改線至永和路200巷（請參見右方的路線圖）。永和路的路名與新北市永和區無關，為此地自清治、日治時期沿用的街庄名永和，遠早於戰後設立之永和鎮（今永和區）的命名，但因中永和地區道路命名紊亂，此路常與永和區的永和路混淆。後來市府推動更名改為中板路及立業路等路，部分路段因居民反對而維持永和路路名。

## 路線說明
新北市
- 板橋區：埔墘0.0k（起點，北91線岔路）→ 環中路口0.29k → 區界
- 中和區：區界 → 中原街口0.6k → 華中橋下1.8k → 橋和路口2.1k → 福美路口2.4k → 福祥路口2.6k → 中和中山路口2.7k（終點，北88線岔路，終點里程數原為2.821k）

埔墘至中和環中路口為板橋三民路二段245巷，中和環中路口至中原街為中板路，中原街至華中橋下為立業路，華中橋下至中和中山路口為永和路。